# Marija Leonidowna Rudnizkaja
Marija Leonidowna Rudnizkaja (russisch Мария Леонидовна Рудницкая; * 4. Junijul. / 17. Juni 1916greg. in Jekaterinoslaw; † 1. Januar 1983 in Leningrad) war eine sowjetische Malerin und Hochschullehrerin.

## Leben
Rudnizkaja, Tochter eines Eisenbahn-Verkehrsingenieurs, lebte 1916–1927 mit den Eltern in Sibirien anlässlich des Baus der Transsibirischen Eisenbahn.
Nach dem Abschluss der siebenjährigen Schule kam Rudnizkaja 1932 nach Leningrad und studierte ab 1935 an der Taurischen Kunstschule (seit 1992 Nicholas-Roerich-Kunstschule) bei Alexander Gromow, Wiktor Oreschnikow und Mariam Aslamasjan. Nach dem Abschluss 1939 studierte sie weiter am Leningrader Institut für Malerei, Bildhauerei und Architektur bei Semjon Abugow, Boris Fogel, Michail Bernstein und Igor Grabar. Im Deutschen Angriffskrieg wurde sie mit dem Institut 1942 aus dem blockierten Leningrad nach Samarkand evakuiert, von wo sie im Sommer 1944 zurückkehrte. Sie heiratete 1946 den Maler Wassili Swonzow (1917–1994) und bekam 1947 die Tochter Jekaterina, die Grafikerin wurde.
Das Studium am Institut für Malerei, Bildhauerei und Architektur schloss Rudnizkaja 1949 im Atelier Wiktor Oreschnikows als Künstlerin der Malerei ab. Ihre Diplomarbeit war das Gemälde Mutterschaft. Im selben Jahr wurde sie in den Leningrader Künstlerverband aufgenommen.
Darauf beteiligte sich Rudnizkaja an Ausstellungen. Sie malte Landschaften, Porträts, Stillleben und Genrebilder. Sie liebte die Freilichtmalerei.
In Tartu lehrte Rudnizkaja 1951–1952 Malerei und Zeichnen am Kunst-Institut. Nach der Rückkehr unterrichtete sie an der Leningrader Kunst-Mittelschule. In den 1960er Jahren lehrte sie am Lehrstuhl für Allgemeine Malerei der W.-I.-Muchina-Kunst-Gewerbe-Hochschule (gegründet 1876 von Baron Alexander von Stieglitz).
Werke Rudnizkajas befinden sich in Museen und Privatsammlungen in Russland, den USA, Frankreich, Italien und anderen Ländern.